# Каруярв
Каруярв (на естонски: KarujärvKarujärv – „Мечо езеро“) е езеро в Естония, което се намира в западната част на остров Сааремаа, в община Ляене-Сааре.

## Описание
Езерото Каруярв се намира на около 4,5 km северно от селото Кярла. На северния бряг е разположено село Деево (сега Каруярве, бивш съветски военен град), на източното крайбрежие има къмпинги. По протежение на североизточния бряг минава автомобилен път, по който вървят автобусни линии 2304, 2310 и 2314.
Височината над морското равнище е 32 m. В езерото има 5 малки островчета. Площта на Каруярв е 345,6 хектара (349,9 заедно с островите). Дължината на бреговата линия е малко над 12 km. Дължината му е 2,8 km, ширината – 2,2 km, а максималната дълбочина – 6 m. Бреговете на езерото са покрити предимно с гъсти гори. Дъното е пясъчно, в района на къмпингите има пясъчни плажове.
Езерото изобилства с раци. От рибите се срещат костур, щука, червеноперка, лин, бяла риба и др.

## История
Езерото Каруярв е формирано преди около 8 хиляди години, като се отделя от морето, и се смята за най-старото на остров Сааремаа. В съветско време колхозът „Кярла“ построява на брега на езерото къмпинги. Също така в района на езерото е тогава е разположен полигон на военновъздушните сили на СССР. Поради това в езерото периодично се откриват неизбухнали авиобомби – от 2009 до 2017 г. от езерото са почистени около 50.

## Легенди
Името „Каруярв“ в превод означава „Мечо езеро“. Съществува легенда, че то се е появило, когато седем мечки се сдърпали. За да ги разтърве, природата решила да ги полее обилно с дъжд, поради което и се образувало езерото. А поради факта, че мечките се разбягали в различни посоки, езерото има седем заливчета.

## В културата
На езерото Каруярв посветен разказа на естонския писател Якоб Мяндметс „Езеро“.